# Sylvie Arsever
Sylvie Arsever (* 20. Jahrhundert) ist eine Schweizer Journalistin und Buchautorin.

## Leben
Sylvie Arsever schloss 1975 ihr Studium der Gegenwartsgeschichte an der Universität Genf und 1978 ihre Ausbildung als Journalistin ab.
Sie war Vizepräsidentin des Schweizer Presserates bis Dezember 2007, ist Verantwortliche der Rubrik «Dossiers» der Westschweizer Zeitung Le Temps und Dozentin am Centre romand de formation des journalistes.
Arsever schreibt hauptsächlich über Gesundheits- und Drogenpolitik und über die Geschichte der modernen Türkei.

## Schriften
- Dossier drogue – Etats des lieux. Georg Éditeur, Chêne-Bourg 1994, ISBN 978-2-8257-0501-8.
- mit Annie Mino: J’accuse les mensonges qui tuent les drogués. Éditions Calmann-Lévy, Paris 1996, ISBN 978-2-7021-2521-2.
- Traité de Lausanne 1923. Éditions L’Aire, Vevey 2014, ISBN 978-2-940478-98-9.
- Turquie: Le miroir du Bosphore. Collection L’âme des peuples, Éditions Nevicata, Brüssel 2014, ISBN 978-2-87523-065-2.